# Pabst-Plan

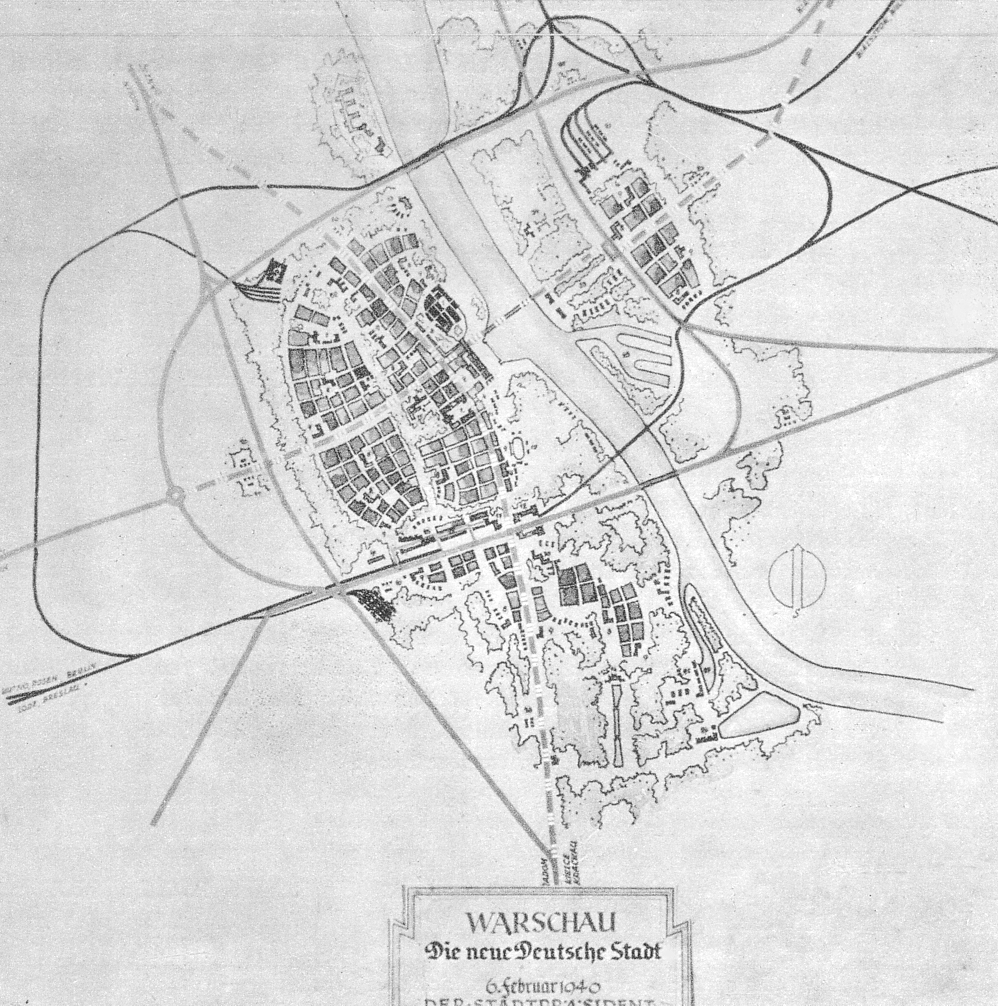
Pabst-Plan (6. Februar 1940)

„Pabst-Plan“ ist ein Plan für die Umgestaltung der Stadt Warschau während der deutschen Besetzung in eine „deutsche Stadt“, der nach dem Stadtplaner Friedrich Pabst benannt wurde.
Nach diesem Vernichtungs- und Zerstörungsplan sollte Warschau in eine deutsche Provinzstadt verwandelt werden. Der Plan setzte voraus, dass 95 % der Stadtbebauung zerstört und nur die Krakauer Vorstadt und Belweder unzerstört gelassen wurden, mit Belweder als Sitz der deutschen Verwaltung. Die Bevölkerung der Stadt sollte in Konzentrationslager gebracht oder vor Ort – im 1943 entstandenen KL Warschau – ermordet werden.
Nach Ende des Überfalls auf Polen und der Militärverwaltung am 25. Oktober 1939 sowie dem Aufbau einer deutschen zivilen Besatzungsverwaltung wurde der Stadtkämmerer von Würzburg, Oskar Rudolf Dengel, am 4. November 1939 zum Stadtpräsidenten von Warschau ernannt. Für die geplante Umgestaltung von Warschau holte sich Dengel in der zweiten Dezemberhälfte 1939 Hubert Groß und etwa 20 weitere Mitarbeiter der Stadt Würzburg nach Warschau und beauftragte diese mit einem Entwurf zum „Abbau der Polenstadt“ und den Umbau in eine „neue Deutsche Stadt Warschau“. Außerdem hatte dieser Mitarbeiterstab Dengels die Aufsicht über die städtischen Dienststellen von Warschau wahrzunehmen.
In seinen Erinnerungen formulierte Groß: „Es ging darum, einen Planungsgedanken zu entwickeln, wie und wo dem Stadtgebilde mit umfangreichen Bauten für Partei und Staat der Stempel einer deutschen Stadt aufgeprägt werden kann.“
Dengel ernannte Groß am 15. Januar 1940 zum Leiter der Abteilung VII für Hochbau, Städtebau und Baupolizei sowie Erwin Suppinger, den Leiter des Würzburger Tiefbauamtes, zum Leiter der Abteilung VIII für Tiefbau, Straßenräumung, Straßenunterhaltung, Kanalisation, Brücken, Straßenreinigung, Kraftwagenpark und Betriebsstoffversorgung.
Die gemeinsamen Anstrengungen des Würzburger Planungsstabes mündeten in einer Projektdokumentation mit dem Titel: „Warschau, die neue Deutsche Stadt“, deren Deckblatt folgende Aufschrift erhielt: „Diese Arbeit wurde ausgeführt von Stadtplanern aus Würzburg, deren Würzburger Städteplan am 20. Juni 1939 die Anerkennung des Führers gefunden hat. Ich danke meinen Mitarbeitern für das Werk und lege dasselbe in die Hände des Generalgouverneurs der besetzten polnischen Gebiete Reichsminister Pg. Dr. Frank. Warschau, den 6. Februar 1940. Der Stadtpräsident Dr. Dengel“.
Das im Warschauer Stadtmuseum ausgestellte Planwerk besteht aus 15 Tafeln in einer gebundenen 59 × 75 cm großen Mappe, mit Zeichnungen über das Netz der Eisenbahnen und Straßen, der Kriegszerstörungen, dem vorgesehenen Abbau der vorhandenen Bebauung und der Darstellung der neuen Bauabschnitte für die künftige deutsche Bevölkerung sowie Modellfotos und eine Panoramazeichnung und ein Panoramafoto.
Das Ziel war die Reduzierung der Stadt von 1,3 Millionen auf etwa 40.000 Einwohner und die Schaffung einer deutsch dominierten Kernstadt durch den sogenannten Abbau der Polenstadt und die Aussiedlung der jüdischen Bevölkerung. Die deutschen Wohnquartiere wurden in einem etwa 1.500 × 2.000 m großen Oval angeordnet, in dessen Mitte sich der Sächsische Garten befand. Für die neue Stadt wurde von zehn Zellen ausgegangen, die nach der von Gottfried Feder entwickelten Zellenstruktur eines Stadtorganismus eine Größe von ca. 3.500 Einwohnern umfasste, so dass von einer konzipierten Einwohnerzahl von 30.000 bis 40.000 auszugehen ist. Prägend war der Entwurf einer ringförmigen Verkehrsstruktur um die verkleinerte Stadtfläche sowie ein Achsenkreuz der großen Ost-West- und Nord-Südstraße. Ein Gauforum mit Turm, wie in fast allen Neugestaltungsplänen, war ebenfalls vorgesehen.
Stadtpräsident Dengel versprach sich mit der von ihm initiierten Planung „für die neue Deutsche Stadt Warschau“, für die er sich auch der Unterstützung des Reichsinnenministeriums versichert hatte, Vorteile im Kompetenzenstreit mit dem Distriktsgouverneur Ludwig Fischer, der die bisherige Aufsichtsverwaltung durch eine unmittelbare deutsche Verwaltung ersetzen und in diesem Zuge auch die Hochbauverwaltung von Warschau seiner Distriktsverwaltung einverleiben wollte. Schließlich sollte Dengel ein derart radikaler Planungsentwurf zur flächen- und einwohnermäßigen Reduzierung der ehemaligen polnischen Hauptstadt auch beim Generalgouverneur Hans Frank empfehlen, dem die Planungsmappe in der Titelschrift gewidmet war. Da Dengel sich letztlich jedoch nicht durchsetzen konnte, erklärte er im Februar 1940 seinen Rücktritt als Stadtpräsident. Am 21. März 1940 wurde er nach Lüttich versetzt. Der von Dengel aus der Würzburger Stadtverwaltung angeworbene Mitarbeiterstab kündigte nun ebenfalls und verließ zum größten Teil Warschau.